# Главный проток поджелудочной железы

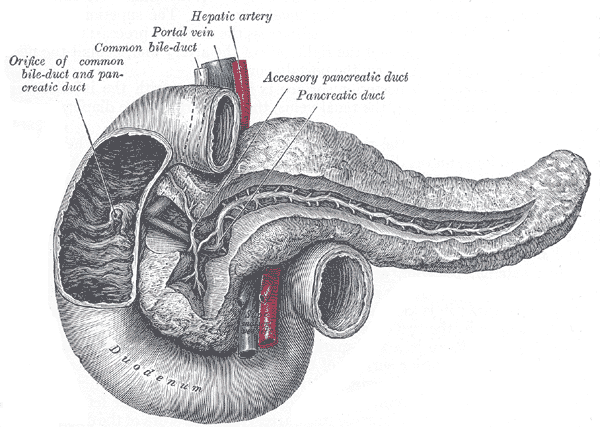
На рисунке из Анатомии Грея изображёны: поджелудочная железа, двенадцатиперстная кишка (Duodenum), главный проток поджелудочной железы (Pancreatic duct), впадающий в двенадцатиперстную кишку через большой дуоденальный сосочек, дополнительный проток поджелудочной железы (Accessory pancreatic duct))

Гла́вный прото́к поджелу́дочной железы́ (синонимы: проток поджелудочной железы, панкреатический проток, вирсунгов проток, вирзунгиев проток; лат. ductus pancreaticus) — проток, по которому сок поджелудочной железы попадает в двенадцатиперстную кишку.
У большинства людей начинается у хвоста поджелудочной железы, проходит вдоль всей её длины и заканчивается после слияния с общим желчным протоком в большом сосочке двенадцатиперстной кишки (фатеровом сосочке).

## Форма главного протока
Форма протока может быть дугообразной, коленообразной и S-образной и, в основном, повторяет форму поджелудочной железы. В большинстве случаев основной изгиб главного протока располагается в области головки поджелудочной железы, а расположенная в теле железы часть протока более или менее прямолинейна.
При прохождении вдоль железы проток принимает более мелкие протоки, постепенно увеличиваясь в диаметре. Все элементы протоковой системы отличаются большой вариабельностью. Можно выделить два типа её строения: магистральный и рассыпной. При магистральном типе число более мелких протоков, впадающих в главный проток, от 18 до 34, а расстояние между ними колеблется от 0,5 до 1,5 см. При рассыпном типе количество впадающих мелких протоков достигает 60, а промежутки между ними уменьшаются до 0,8—2 мм.
Диаметр протока: в области хвоста поджелудочной железы — 1,0—1,7 мм, в области тела — 2,4—2,6 мм, в области головки — 2,6—3,3 мм.

## Сфинктеры
Регулирование поступления панкреатического сока в двенадцатиперстную кишку происходит с помощью сфинктера панкреатического протока (в месте слияния главного протока поджелудочной железы с общим желчным протоком) и, далее, сфинктером Одди (при впадении в двенадцатиперстную кишку).

## Анатомическая вариабельность
В 60 % случаев с главным протоком в области головки поджелудочной железы сливается дополнительный проток поджелудочной железы. В 20—25 % случаев протоки поджелудочной железы впадают в двенадцатиперстную кишку раздельно. В 10 % случаев происходит атрофия терминального отдела главного протока и весь сок поджелудочной железы поступает в двенадцатиперстную кишку через дополнительный проток (такой вариант относят к аномалиям развития).
Примерно в 20 % случаев главный проток поджелудочной железы не соединяется с общим желчным протоком и открывается в двенадцатиперстную кишку на 2—4 см выше большого дуоденального сосочка.

## Этимология
Назван в честь открывшего его немецкого анатома Иоганна Георга Вирсунга (нем. Johann Georg Wirsung, 1589—1643).